# Тихоокеанская бурозубка
Тихоокеанская бурозубка (лат. Sorex pacificus) — вид насекомоядных млекопитающих из семейства землеройковых, распространены на западе Северной Америки. Вид тесно связан с Sorex monticolus.

## Описание
В отличие от близкородственных видов, тихоокеанская бурозубка обычно не имеет выступов по бокам верхних внутренних резцов. Лишь в северных популяциях присутствует небольшое утолщение. Как и у других представителей рода, зубная формула выглядит следующим образом: I 3/1, C 1/1, P 3/1, M 3/3, что дает 32 зуба. Зубы верхней челюсти одноконечные от второго резца до второго премоляра. Общая длина составляет от 110 до 154 мм, включая хвост длиной от 49 до 72 мм, а вес — от 5,5 до 18 г. Длина задних лап варьирует от 14 до 19 мм. Северные популяции значительно меньше южных. Голова отличается заострённой мордочкой, крошечными глазами и ушами, спрятанными в меху. Летом цвет меха от жёлто-коричневого до тёмно-коричневого цвета с серым оттенком. Зимний мех сверху тёмно-серый, а снизу серо-коричневый. Нижняя сторона хвоста имеет неярко выраженный более светлый оттенок. Рыжеватая окраска имеется только на внешней стороне внутренних резцов верхней челюсти. Число хромосом 2n=54.

## Распространение
Вид имеет несколько разобщенных популяций в западном Орегоне. В более поздних исследованиях популяции в Калифорнии учитываются среди Sorex sonomae. Обитают во влажных лесах и в кустарниковых зарослях вдоль водотоков. Типичные растения — ольха, малина и американская скумпия. Вид избегает травянистых участков, где обитает Sorex vagrans.

## Образ жизни
Рацион питания варьируется между насекомыми, многоножками, дождевыми червями, тушками и яйцами лягушек, а также мхами, грибами и семенами растений. Тихоокеанская бурозубка делит свою территорию с различными другими мелкими млекопитающими. На других бурозубок охотятся хищные птицы, что, вероятно, относится и к этому виду. Особи, содержащиеся в неволе, лишь ненадолго просыпаются днём, чтобы покормиться. В исследовании 1998 года были обнаружены особи, ведущие дневной образ жизни. Эти животные устраивали мусорные кучи вдали от своего гнезда. Размножение обычно происходит с марта по август или, при благоприятных условиях, до ноября. Обычно помёт состоит из четырёх или пяти детенышей с вариациями до двух или шести новорожденных. Этот вид бурозубок не впадает в спячку.

## Угроза исчезновения
Несмотря на разрозненность популяций, в целом численность вида представляется стабильной. МСОП относит тихоокеанскую бурозубку к «видам вне опасности» из-за отсутствия угроз.